# Filips van Stavele

Wapen van het huis Stavele.

Filips van Stavele (ca. 1520 – 26 december 1563), heer van Glajon, was een Zuid-Nederlands militair en politicus. Hij was net als Lamoraal van Egmont en Willem van Oranje lid van de Raad van State en van de Orde van het Gulden Vlies.